# Matzenhart
Matzenhart ist eine abgegangene mittelalterliche Kleinsiedlung auf der Gemarkung der Großen Kreisstadt Backnang im baden-württembergischen Rems-Murr-Kreis. Über die Geschichte der Wüstung, von der sich keine Reste erhalten haben, ist nicht viel bekannt. Sie wird lediglich in einigen Urkunden erwähnt.

## Lage
Matzenhart lag vermutlich im Bereich des heutigen Seehofs. Die genaue Lage ist unklar.

## Geschichte

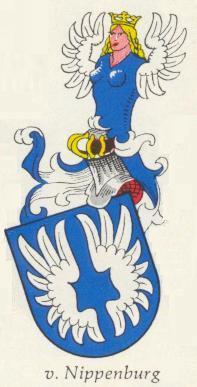
Wappen derer von Nippenburg

Matzenhart gehörte den Herren von Nippenburg, die als Stadtadlige in Backnang residierten. Bei Matzenhart lag ein See, der von den Brüdern Fritz und Wolf von Nippenburg sowie Anna von Venningen, Ehefrau des Ersteren, am 13. Februar 1399 an das Augustiner-Chorherrenstift Backnang für 90 Goldgulden veräußert wurde.
Am 29. Juni 1402 veräußerten Anna und Fritz von Nippenburg zwei Grundstücke (Wiesen) bei dem Matzenharter See an zwei Priester des Backanger Stifts.
Weitere Güter, Rechte und Gehölze, die zum Hof Matzenhart gehörten, verkaufte die Familie von Nippenburg am 30. November 1403 an die Chorherren.
Der Ort wird nochmals 1405 erwähnt, als Albrecht Metzler, Priester und Frühmesser zu Oppenweiler, zwei Grundstücke zu Matzenhart an das Stift veräußerte, welche er 1402 von den Nippenburgern erworben hatte.
Es ist unklar, wann der Ort abgegangen ist. Auch der See, der von dem Eckertsbach gespeist wurde, ist schon längst verschwunden. Johannes A. H. Potratz vermutete eine Wüstwerdung Matzenharts im 14. Jahrhundert.